# Beninbukten

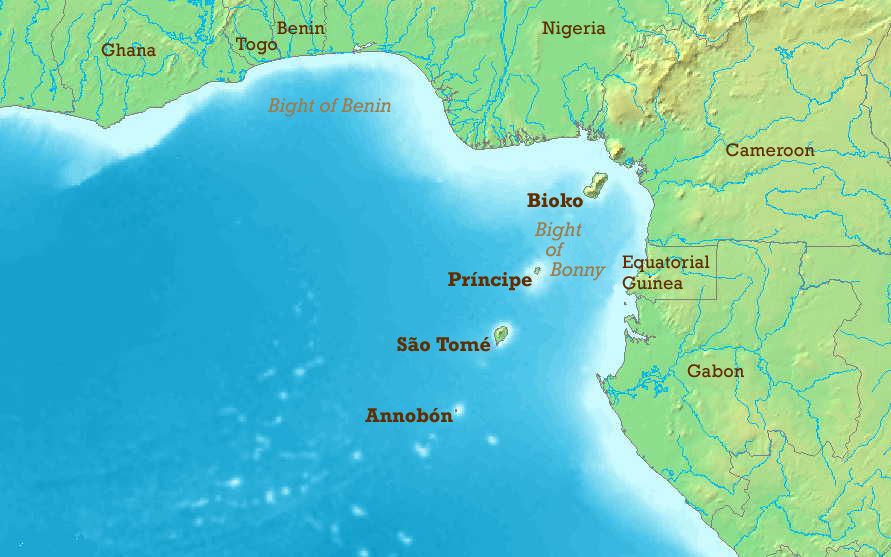
Karta över Guineabukten med Beninbukten (Bight of Benin) utsatt.

Beninbukten är en bukt på Afrikas västra kust som omfattar ungefär 650 km från Cape St. Paul till ett av floden Nigers utlopp, Nun. Beninbukten är en del av Guineabukten, och fortsätts i öster, på andra sidan Nigers utlopp av Bonnybukten, som tidigare kallas Biafrabukten.
Historiskt var området ett sådant centrum för slavhandel, både en länge etablerad afrikansk slavhandel och en senare och mer omfattande transatlantisk slavhandel, att det också kallades för Slavkusten.